# 埃及
30°2′N 31°13′E / 30.033°N 31.217°E
阿拉伯埃及共和國（羅馬化：Jumhūriyyat Miṣr al-ʻArabiyyah），通稱埃及（Mişr），是位於北非的國家。地跨亚非两洲，大部分國土位於北非地區，惟西奈半島位於西南亞。伊斯蘭教為國教。埃及人大部分信仰伊斯兰教遜尼派，最大的宗教少数派为科普特正教。另外還有基督教其他教派和伊斯兰教什叶派。官方語言為阿拉伯語。
古埃及曾是文明摇篮，是世界上最早出现文明的地区之一，古埃及经历了早王朝、古王国、中王国、新王国和后王朝时期，共三十王朝。古王国时期埃及人开始大规模建金字塔。中王国时期埃及经济发展、文化昌盛。至新王国埃及国力显著提高，开始对外扩张，成为军事帝国。但到后王朝时期，因内乱和外族入侵，古埃及日渐衰落。公元前525年，埃及沦为波斯帝国的一个行省。在此后的一千多年间，埃及相继被希腊和罗马征服。公元641年阿拉伯人入侵埃及地区，埃及逐渐伊斯兰化。1517年埃及被土耳其人征服，成为奥斯曼帝国的行省。1882年埃及被英军占领后成为英国“保护国”。1922年2月28日英国宣布埃及独立，埃及王国成立，但英国依旧控制着埃及王国的国防和外交。1952年7月23日，以纳赛尔为首的自由军官组织推翻法鲁克王朝，成立革命指导委员会，掌握国家政权，并于1953年6月18日宣布成立埃及共和国。1958年2月埃及同叙利亚合并成立阿拉伯联合共和国。1961年叙利亚退出阿拉伯联合共和国。1971年9月1日埃及改国名为阿拉伯埃及共和国并延用至今。
埃及被认为是北非、中东和穆斯林世界的一个地区性大国，也是世界上的一个中等大国。1956年埃及通过苏伊士战争收回了极具战略价值的苏伊士运河，如今苏伊士运河是埃及的重要的经济支柱和收入来源。埃及是一个发展中国家，人类发展指数排名第97位。埃及还是非洲第三大经济体，按名义GDP计算，埃及是全球第33大经济体；按购买力平价计算，则是全球第20大经济体。埃及同时是联合国、不结盟运动、阿拉伯国家联盟、非洲联盟和伊斯兰合作组织的创始成员国，埃及首都开罗还是阿拉伯国家联盟总部所在地。
2015年埃及经济发展会议（EEDC），埃及计划行政首都于2019年底迁往新行政首都以缓解开罗人口压力，後該搬遷計劃被推遲至2021年7月，但至2024年初仍未完成建設而未遷都。

## 国名
中文裏的「埃及」一詞，音譯自古希腊语对古埃及的称呼，拉丁文作，法文作，英文作，而這又是古希臘人對古埃及早期首都孟菲斯（Hekaptah）的錯誤讀法，其本意在古埃及語裏為「卜塔神灵之家」，本指孟菲斯的一座卜塔神神廟，後成了孟菲斯的別稱。在阿拉伯文裏則稱作「米斯爾」（ Miṣr，埃及阿拉伯语作 Maṣr），這是來自亞拉姆文的借詞，意為「遼闊之國」。《諸蕃志》譯作蜜徐籬，《瀛涯勝覽》譯作米息，《回回館譯語》中称密思兒，《元史》作为米西儿，《明史》米昔儿，《皇明世法录》作忽斯里。
古埃及人一般把自己的國家称为「凱美特」或「凱米」（ [kuːmat]；意爲「黑土之國」），与之相关的现代科普特语称为。

## 歷史

### 古埃及到中世纪

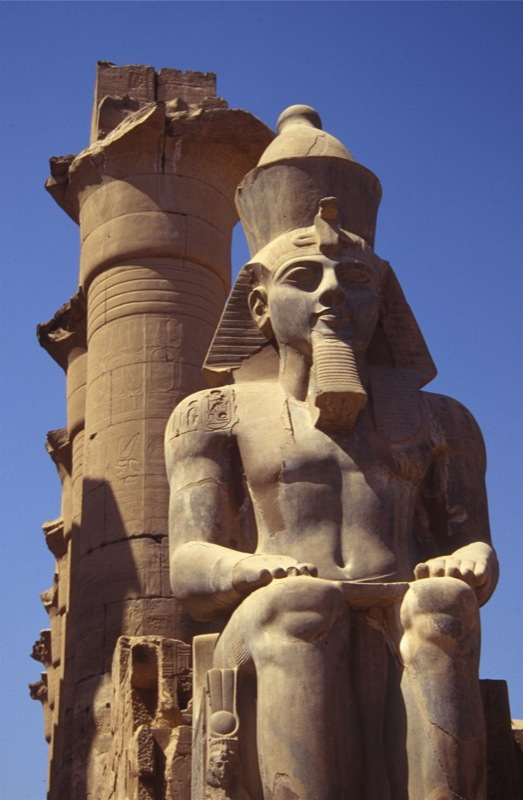
古埃及法老拉美西斯二世雕像

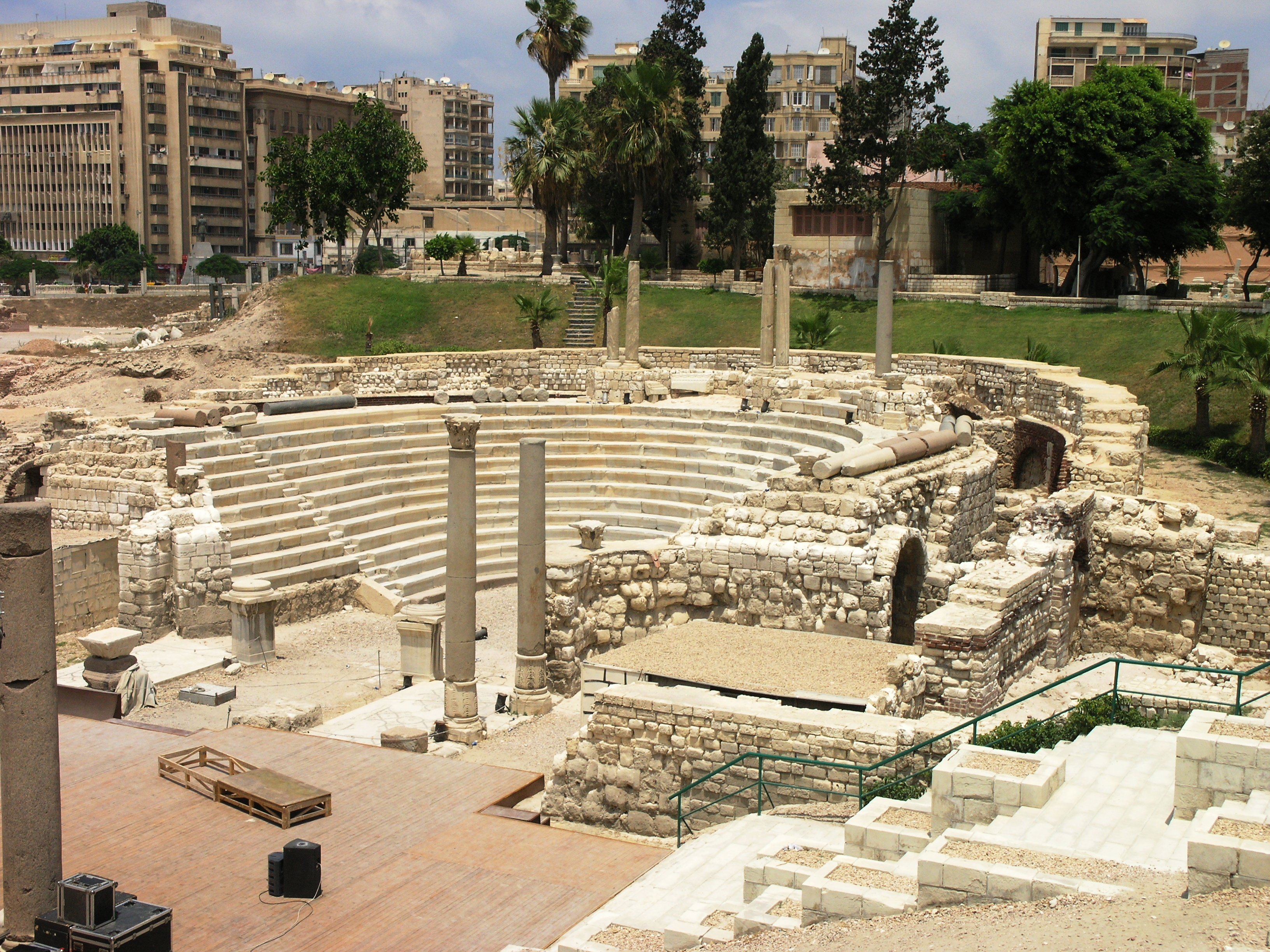
亚历山大的罗马时代圆形剧场

古埃及的歷史悠久，是四大文明古國之一。古埃及文明和文化知识在古埃及滅國後并没有被传承下来，直到現代才被考古學發現後重新被世人認知。雖然有許多考古遺址的發掘，人們對古埃及歷史的了解卻仍然非常有限。
- 公元前4000年出現一系列城邦，目前發現公元前3400年的聖書體石板。據出土文獻，法老蠍子王兼併了這些城邦，建立了統一王朝。
- 公元前3100年左右，古埃及分裂為上下埃及，最後由法老美尼斯重新統一。
- 公元前11世紀至公元7世紀，斷斷續續被亞述、波斯、馬其頓和羅馬帝國征服。
- 公元4－7世紀併入東羅馬帝國。
- 公元7世紀中期，阿拉伯人入侵，建立阿拉伯帝國。640年，埃及完全被阿拉伯人占領，隨之開始阿拉伯化。至12世紀，已普遍使用阿拉伯語，皈依伊斯蘭教，延綿數千年的古埃及文明被阿拉伯文明取代，當地的人們對於宏偉的金字塔與神殿雕像可以說是一無所知。
- 1249年開始由馬木留克軍團指揮官統治。
- 1517年被土耳其人征服。成為鄂圖曼帝國的行省。

### 近代埃及
埃及在经过土耳其人统治数百年后，先后被法国和英国等国家侵略占领，期间也有穆罕默德·阿里帕夏等本土王朝崛起。
- 1798年－1801年一度被拿破崙佔領。
- 1882年被英國軍隊佔領。
- 1914年埃及成為英國的保護國。
- 1922年2月28日，英國被迫承認埃及獨立，但仍保留對埃及國防、外交、少數民族等權，埃及当局仍然是英国控制下的衛星國，按英埃政府间协议英国可以随时为了保护英国在埃及利益对埃及出兵。

### 现代埃及

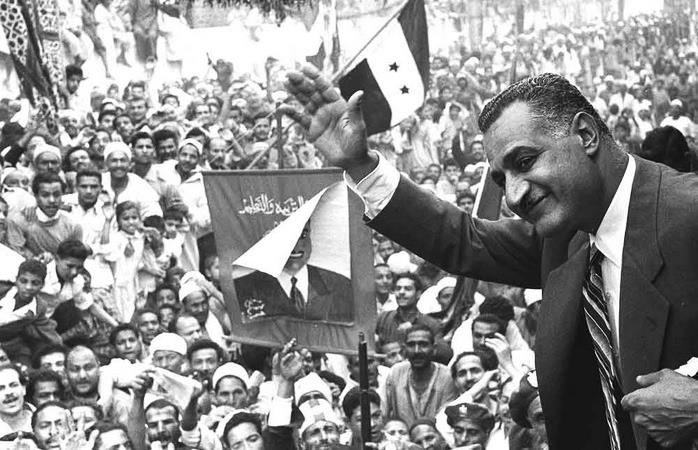
1960年的埃及總統納賽爾

埃及在泛阿拉伯主义思想的影响下逐渐摆脱西方殖民统治，但依旧动荡至今。

#### 纳赛尔时代
- 1952年7月23日，以納賽爾為首的「自由軍官運動」發動軍事政變，迫時任埃及國王退位，成立「革命指導委員會」，掌握國家政權，获得真正独立。
- 1953年6月18日，廢除君主制，成立埃及共和国。
- 1954年，英国被迫同意分批从埃及撤军，直到1956年英军才全部撤出埃及，但仍然保持对苏伊士运河区的事实治权。
- 1956年，納賽爾將蘇伊士運河收為國有，引發第二次中东战争，英国与法国、以色列组成联军，突击控制了西奈半岛与苏伊士运河区，围歼了多支埃及军队，并对埃及的多座大城市展开战略轰炸以震慑埃及军民。埃及被炸毁民房1万多栋，炸死1,000多人，受伤20,000多人。
- 1958年2月，埃及與敘利亞合併，成立阿拉伯聯合共和國。1961年9月，敘利亞脫離阿拉伯聯合共和國。
- 1967年，第三次中东战争爆發，埃及失去西奈半島。

#### 沙達特时代
- 1970年，納賽爾去世，由沙達特繼任總統。1971年9月，改國名為「阿拉伯埃及共和國」。
- 1978年，埃及與以色列簽訂和平條約。1982年埃及取回西奈半島的主權。1989年塔巴亦歸還埃及。

#### 穆巴拉克时代
- 1981年10月14日，沙達特總統於紀念贖罪日戰爭八周年的閱兵大典遭同情伊斯蘭份子的士兵槍殺，旁邊的副總統穆巴拉克僥倖躲過一劫，八天後在軍隊擁戴下繼任總統，從此埃及實行獨裁統治，一直處在戒嚴和緊急狀態直到埃及革命迫使穆巴拉克下台，军方接管政权之后才解除。
- 自2011年1月24日开始，埃及发生了举世瞩目的埃及革命，人民普遍對時任埃及總統穆巴拉克、现行制度及生活表示不满，遂漸開始示威遊行，要求穆巴拉克總統下台並对埃及现行不民主的政治体系制度进行改革；期間穆巴拉克總統表示將不退任總統一職，但不參加2011年9月總統選舉競選六連任，由於總統堅持留任並不為人民接受以及期間發生槍戰人民遭槍殺，導致示威遊行範圍自解放廣場擴大到埃及多個省份並進行抗議、示威及靜坐。
- 2011年2月11日，副總統奧馬爾·蘇萊曼宣布穆巴拉克辭職，政權由軍方領導的武裝部隊最高委員會接管。穆巴拉克及其近親已搭直升機飛到距離首都開羅400公里，位於紅海度假勝地沙姆沙伊赫。軍方掌握國家过渡政權。
- 2011年11月21日，根據外電報導，執政軍方最高委員會因政權移交速度慢，不滿的民眾再度走上街頭，要求軍方將政權移交給文人政府。衝突中有多名民眾死亡及受傷，新衝突逐漸蔓延到全國各地，軍方面臨強大壓力。11月24日，軍方出乎預料的表達歉意，表示軍方不會戀棧權位，之後的國會大選及總統選舉都會如期舉行。軍方表示現在交出政權「違背」民眾的託付，另一方面示威民眾則表示，若軍方不立刻下臺，他們決不會離開解放廣場。目前衝突雖暫時平息，但隨時有可能再度發生抗爭行動。
- 2011年11月28日至2012年1月11日，埃及分成三个阶段进行了人民议会的选举工作，结果伊斯蘭自由与正义党领导的埃及民主联盟获得498席中的235席，成为议会的第一大党派，极端保守的Al-Nour Party获得107席为第二大党，获得38席的New Wafd Party是第三大党。伊斯蘭政黨獲得超過三分之二的席位。
- 2012年6月14日，埃及最高宪法法院裁定人民议会选举依据的选举法违宪，因此下令解散新国会。6月17日，武装部队最高委员会公布了修正后的《宪法宣言》，此次修改共涉及8个条款，修正案限制了总统职权[10]。

#### 后阿拉伯之春时代

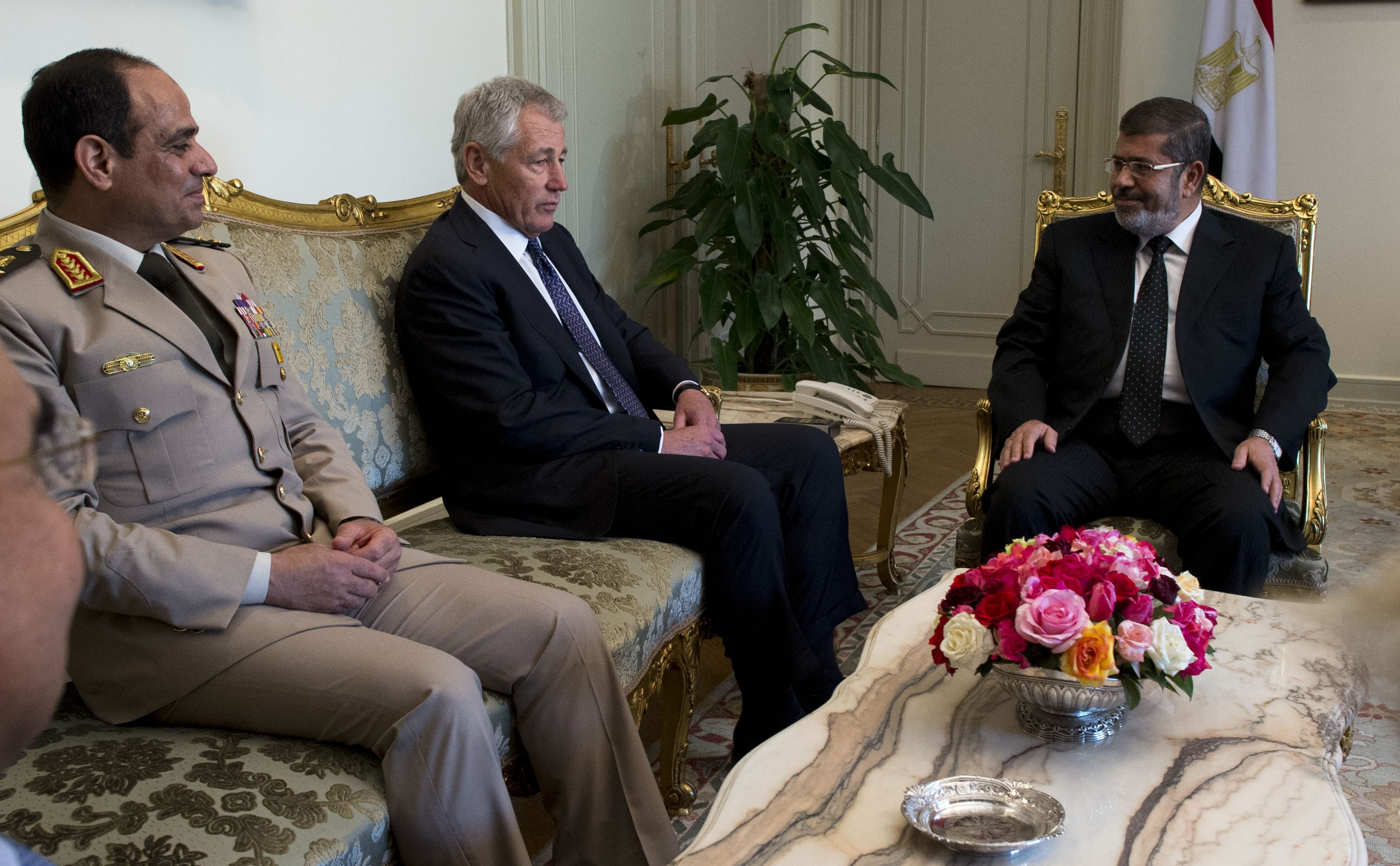
2013年时任总统穆尔西和国防部长塞西会见美国国防部长哈格尔

- 2012年6月24日，埃及最高总统选举委员会公布，穆斯林兄弟会下属自由与正义党主席穆罕默德·穆尔西击败前总理艾哈迈德·沙菲克，赢得穆巴拉克下台后的首次埃及民主总统大选。8月2日，总理希沙姆·甘迪勒组建的新内阁正式上任[11]。8月12日，总统穆尔西对军队高层做出重大人事调整，国防部长穆罕默德·侯赛因·坦塔维和军队总参谋长萨米·阿南分别由阿卜杜勒-法塔赫·塞西与西德基·苏卜希继任；同时宣布武装部队最高委员会于6月17日通过的限制总统权力的宪法修正案无效，公布的新宪法声明从当天起生效；这项决定得到了军队的支持，此举被认为是民选政府巩固执政基础的重要一步，军官将逐渐退出埃及权力的核心，文官执政将成为埃及改革的方向[12]。
- 2013年总统穆尔西发动修宪，以使埃及转型为文官政府，威胁了军方的既得利益。
- 2013年埃及爆發多輪示威，要求穆爾西下台。7月3日，穆爾西遭到以國防部長阿卜杜勒-法塔赫·塞西為首的軍方罷黜和软禁，由阿德里·曼蘇爾擔任臨時總統，軍方宣稱將會提早舉行國會和總統選舉，並修改憲法，目的是让阿卜杜勒-法塔赫·塞西成为总统[13]。此后穆兄会的支持者一直坚持示威抗议活动以声援穆爾西，抗议者与军队发生的冲突造成了大量人员伤亡[14]，埃及社会和局势正面临严重的挑战。8月14日，埃及安全部队在开罗两处穆尔西支持者的营地展开清场行动，据报道行动已造成525人死亡和3717人受伤[15]。穆兄会支持者的持续示威抗议和严重流血冲突事件，埃及社会也面临着严重的分裂和对立局面[16]。
- 2014年6月，塞西正式當選總統。
- 2015年，舉辦新的議會選舉，塞西及軍方的支持者當選議員，控制國會。

## 地理

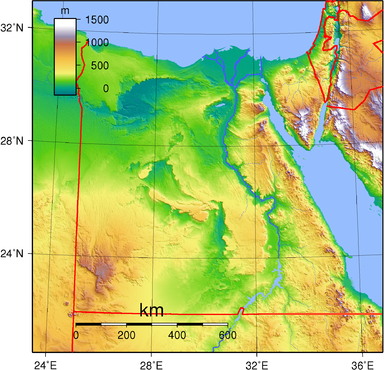
埃及地形图

埃及面積有1,001,450平方公里，疆域橫跨亞、非兩洲，當中大部分位於非洲東北部，另外蘇伊士運河以東的西奈半島位於亞洲西南部。埃及有著獨特的地緣位置：在陸路上，它連接亞、非兩洲；在海路上，透過蘇伊士運河及紅海亦連接了地中海及印度洋。所以有歷史紀錄以來，埃及都是兵家必爭之地。現時埃及的西面與利比亞為鄰，南與蘇丹交界，東臨紅海並與巴勒斯坦、以色列接壤，北臨地中海。
埃及全境有95%為沙漠。最高峰凱瑟琳山海拔2,629米。世界第一長河尼羅河從南到北流貫全境，境內長1,350公里，兩岸形成寬約3—16公里的狹長河谷，並在首都開羅以北形成2.4萬平方公里的尼羅河三角洲。這兩岸的河谷及三角洲地帶，雖然只佔埃及全國總面積的4%，但卻是埃及99%的人口聚居所在。蘇伊士運河是連接亞、非、歐三洲的交通要道。主要湖泊有大苦湖和提姆薩赫湖，以及阿斯旺高壩形成的非洲最大的人工湖——納賽爾水庫（5,000平方公里）。

### 气候
全境乾燥少雨。尼羅河三角洲和北部沿海地區屬地中海型氣候，1月平均氣溫12℃，7月38～47℃；年平均降水量50—200毫米。其餘大部分地區屬熱帶沙漠氣候，炎熱乾燥，沙漠地區氣溫可達47℃，年平均降水量不足30毫米。每年4—5月間常有「五旬風」，飞沙走石，使農作物受害。

### 四大地理區
埃及按自然環境而言，大致上可分為四大地理區：

#### 尼羅河谷

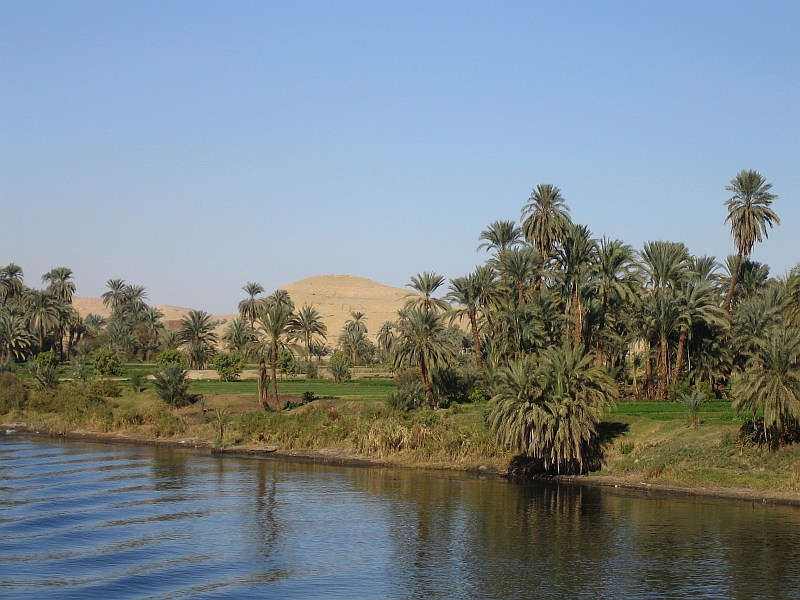
尼羅河一景

埃及的面積雖有一百萬平方公里，但境內絕大部分均為黃沙無垠的沙漠，只有寬約十六公里的尼羅河谷及開羅以下的三角洲 ，才是一條綠帶，面積約為33,700平方公里，僅為其總面積的三十分之一。但在此狹窄的綠帶上，卻居住了埃及百分之九十的人口，其重要性不言而喻。西諺所說：「尼羅河上午乾涸，埃及下午死亡」，確係實情。綠帶上每方哩有人口二千人以上，十分稠密。所有埃及的重要城市，均沿尼羅河分布。只有蘇伊士運河區為一例外。開羅以北，稱為下埃及(Lower Egypt)，沿海有不少鹹水潟湖，如馬加特湖(Lake Maritt)、艾德庫湖(Lake Maritt)、布魯盧斯湖及曼沙來湖等，目前僅為沮洳湖泊之區，如仿荷蘭辦法，亦可能變為海埔地。英国电影《尼罗河上的惨案》渲染了尼罗河一带的绮丽风光。

#### 西部沙漠
尼羅河谷以西稱為西部沙漠約占全埃面積的四分之三，西南角有亞琛基岩出露形成的吉夫基比爾高原，高約二千公尺，此再徑沙積的高原周圍僅有少數綠洲。沙漠北部有西瓦及卡塔拉石灰岩窪地，卡塔拉窪地低於海平面132公尺，內有鹹湖及沼澤，不能人居；由西瓦綠洲向南到吉夫基比爾高原間，有一大片沙礫及沙丘，稱為大沙海(Great Sand Sea)，荒漠寂寂，不易通過。本區只有極少數的牧人居住在少數綠洲，以牲畜、穀物、菜蔬過自給自足式的主活，僅以少數的棗子及橄欖油向外交換日用工業品。埃及政府正在本區試鑽地下深水井，增加水源，以便容納大量人口，由尼羅河谷現已建有鐵路以通西瓦及卡爾加(Kharga)綠洲。

#### 東部沙漠
尼羅河谷以東的沙漠區，稱為東部沙漠，本區地形複雜，有由亞琛基岩出露所成的紅海高地，也有切割的石灰岩高原，本區一般高度約600~700公尺，但少數山峰可達2,100公尺。如沙葉布山(Gebel Shayeb)高達2,380公尺。臨時性的河流自山區分向紅海及尼羅河谷入注，將山區切割成峽谷。本區因有山嶺關係，故水源情況較西沙漠區為佳，埃及牧人亦樂於在本區放牧。由於磷石及石油的開發，近年本區又形成一些礦鎮。

#### 西奈半島
蘇伊士運河以東的一塊半島稱為西奈半島。西奈半島是一片多山的高原，北部為石灰岩高原，中南部為艾格馬(Egma)高原，高一千六百餘公尺，最高的凱瑟琳山高2,629公尺，亦為全埃及的最高山。此山由火成岩及變質岩組成，呈現紅色。西奈半島西為蘇伊士海，東為阿卡巴灣，兩灣皆由斷層陷落所形成，阿卡巴灣曾於1967年被埃及短期封鎖，為當年六月以阿第二次戰爭的導火線，六天戰役結束，西奈半島全境被以色列軍攻佔。1982年埃及取回主權。
西奈半島亦為乾燥的沙漠區，北部年雨量約百餘公厘，南部尖端只有六十公厘左右。除牧人外，半島西部的烏木包格馬(Um Bogma)有錳礦，蘇爾、阿爾等地有油田，為埃及能源所在。

## 行政區劃

行政区划

埃及一级行政区划包括27个省，后面是首府：
|      | 名稱         | 人口 （2006-11-11） | 人口 （2012-01-01） | 首府       |
| ---- | ------------ | ------------------- | ------------------- | ---------- |
| 1    | 亚历山大省   | 4,123,869           | 4,509,000           | 亚历山大   |
| 2    | 阿斯旺省     | 1,186,482           | 1,323,000           | 阿斯旺     |
| 3    | 艾斯尤特省   | 3,444,967           | 3,888,000           | 艾斯尤特   |
| 4    | 布海拉省     | 4,747,283           | 5,327,000           | 达曼胡爾   |
| 5    | 贝尼苏韦夫省 | 2,291,618           | 2,597,000           | 贝尼苏韦夫 |
| 6    | 开罗省       | 8,471,859           | 8,762,000           | 开罗       |
| 7    | 代盖赫利耶省 | 4,989,997           | 5,559,000           | 曼苏拉     |
| 8    | 杜姆亚特省   | 1,097,339           | 1,240,000           | 杜姆亚特   |
| 9    | 法尤姆省     | 2,511,027           | 2,882,000           | 法尤姆     |
| 10   | 西部省       | 4,011,320           | 4,439,000           | 坦塔       |
| 11   | 吉萨省       | 5,724,545           | 6,979,000           | 吉萨       |
| 12   | 伊斯梅利亚省 | 953,006             | 1,077,000           | 伊斯梅利亚 |
| 13   | 谢赫村省     | 2,620,208           | 2,940,000           | 谢赫村     |
| 14   | 马特鲁省     | 323,381             | 389,000             | 馬特魯港   |
| 15   | 明亚省       | 4,166,299           | 4,701,000           | 明亚       |
| 16   | 米努夫省     | 3,270,431           | 3,657,000           | 希宾库姆   |
| 17   | 新河谷省     | 187,263             | 208,000             | 哈里杰     |
| 18   | 北西奈省     | 343,681             | 395,000             | 阿里什     |
| 19   | 塞得港省     | 570,603             | 628,000             | 塞得港     |
| 20   | 蓋盧比尤省   | 4,251,672           | 4,754,000           | 本哈       |
| 21   | 基纳省       | 3,001,681           | 2,801,000           | 基纳       |
| 22   | 红海省       | 288,661             | 321,000             | 古尔代盖   |
| 23   | 东部省       | 5,354,041           | 6,010,000           | 宰加济格   |
| 24   | 索哈杰省     | 3,747,289           | 4,211,000           | 索哈杰     |
| 25   | 南西奈省     | 150,088             | 159,000             | 图尔       |
| 26   | 苏伊士省     | 512,135             | 576,000             | 苏伊士     |
| 27   | 卢克索省     | 457,286             | 1,064,000           | 卢克索     |
| 總計 | 總計         | 72,798,031          | 81,396,247          |            |

27個省分別由上埃及10省、下埃及7省、中部和運河各3省、西奈半島2省、以及其他4省組成（非官方分區）。其中十月六日省和赫勒萬省是2008年4月17日分別由吉薩省和开罗省分出去的。2009年12月7日盧克索省由基納省分出。但是上述行政区划在2011年后多数被取消，重新划归原先省份。
| - 上埃及10省： - 阿斯旺省（محافظة أسوان） - 艾斯尤特省（محافظة أسيوط） - 贝尼苏韦夫省（محافظة بني سويف） - 法尤姆省（محافظة الفيوم） - 吉薩省（محافظة الجيزة） - 盧克索省（محافظة الأقصر） - 明亞省（محافظة المنيا） - 基納省（محافظة قنا） - 東部省（محافظة الشرقية） - 索哈傑省（محافظة سوهاج） | - 下埃及7省： - 布海拉省（محافظة البحيرة） - 代蓋赫利耶省（محافظة الدقهلية） - 杜姆亞特省（محافظة دمياط） - 西部省（محافظة الغربية） - 謝赫村省（محافظة كفر الشيخ） - 米努夫省（محافظة المنوفية） - 蓋盧比尤省（محافظة القليوبية） |
| - 中部 - 开罗省（محافظة القاهرة） | - 運河省 - 伊斯梅利亚省（محافظة الإسماعيلية） - 塞得港省（محافظة بورسعيد） - 蘇伊士省（محافظة السويس） |
| - 西奈半島： - 南西奈省（محافظة جنوب سيناء） - 北西奈省（محافظة شمال سيناء） | - 東部 - 紅海省（محافظة البحر الأحمر） |
| - 北部： - 亞歷山大省（محافظة الإسكندرية） | - 西部 - 馬特魯省（محافظة مطروح） - 新河谷省（محافظة الوادي الجديد） |

## 政治
永久憲法於1971年9月11日經公民投票通過。憲法規定埃及是「以勞動人民力量聯盟為基礎的民主和社會主義制度的國家」，經濟上有「國家所有制、合作社所有制和私人所有制」三種形式。
總統是國家元首兼武裝部隊最高統帥，由人民議會提名，公民投票選出，任期4年（2011年前總統任期為6年），可以連任一次，擁有任命副總統、總理及內閣部長，以及解散人民議會，在特殊時期可採取緊急措施的权利；在人民議會（立法機關）閉會期間，還可通過頒布法令進行統治。1980年5月22日經公民投票修改憲法，規定政治制度「建立在多黨制基礎上」；「總統可多次連選連任」，並增加了「建立協商會議」的條文。
人民議會（下議院）是最高立法機關。議員由普選產生，任期5年。議會的主要職能是：提名總統候選人；主持制定和修改憲法；決定國家總政策；批准經濟和社會發展計劃及國家預算、決算，並對政府工作進行監督。
協商會議（上議院）是薩達特總統於1979年提出建立並寫入憲法的。1980年11月1日，協商會議正式成立。委員共210名，其中三分之二由各階層、機構和派別選舉產生，其中一半應是工人和農民；三分之一由總統任命。根據憲法規定，協商會議是與人民議會並立存在但無立法權和監督權的咨詢機構。每屆任期六年，三年改選一半委員，可連選連任，亦可再次任命。協商會議設主席、副主席。2014年，埃及新宪法规定埃及议会实行一院制，协商会议由此被废除。

## 外交
截至2021年9月，埃及共和192个国家建交，与中华人民共和国、美国、法国和以色列等国均保持着友好的外交关系。埃及也是第一個承认以色列的阿拉伯国家。
目前埃及是联合国、非洲联盟、阿拉伯国家联盟、伊斯兰合作组织等多个国际组织成员国。

### 与中国关系
1956年5月17日，埃及承認中華人民共和國，成為阿拉伯聯盟最早承認中華人民共和國的國家。同日中華民國政府宣布與埃及斷交。30日，中华人民共和国和埃及建交。2011年，埃及是中国在非洲的第五大贸易伙伴，2012年为第四大。
2013年，双方贸易额达102.13亿美元。中国從埃及进口原油、液化石油气及大理石等，而埃及则從中国进口纺织品和机电产品等。

## 軍事

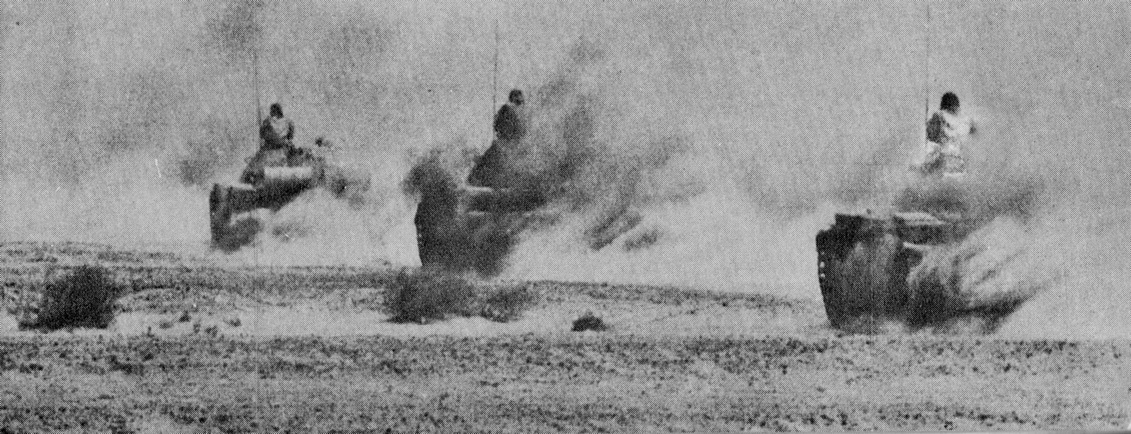
1973年贖罪日戰爭的埃及軍隊

埃及實行義務兵和志願兵相结合的兵役制度，義務兵服役期三年。武裝部隊總兵力45萬，預備役部隊25.4萬，其中陸軍32萬、海軍2萬、空軍3萬、防空軍8萬。另有國民警衛隊6萬人、邊防軍1.4萬人、公安部隊6萬人、海岸警衛隊7,000人。

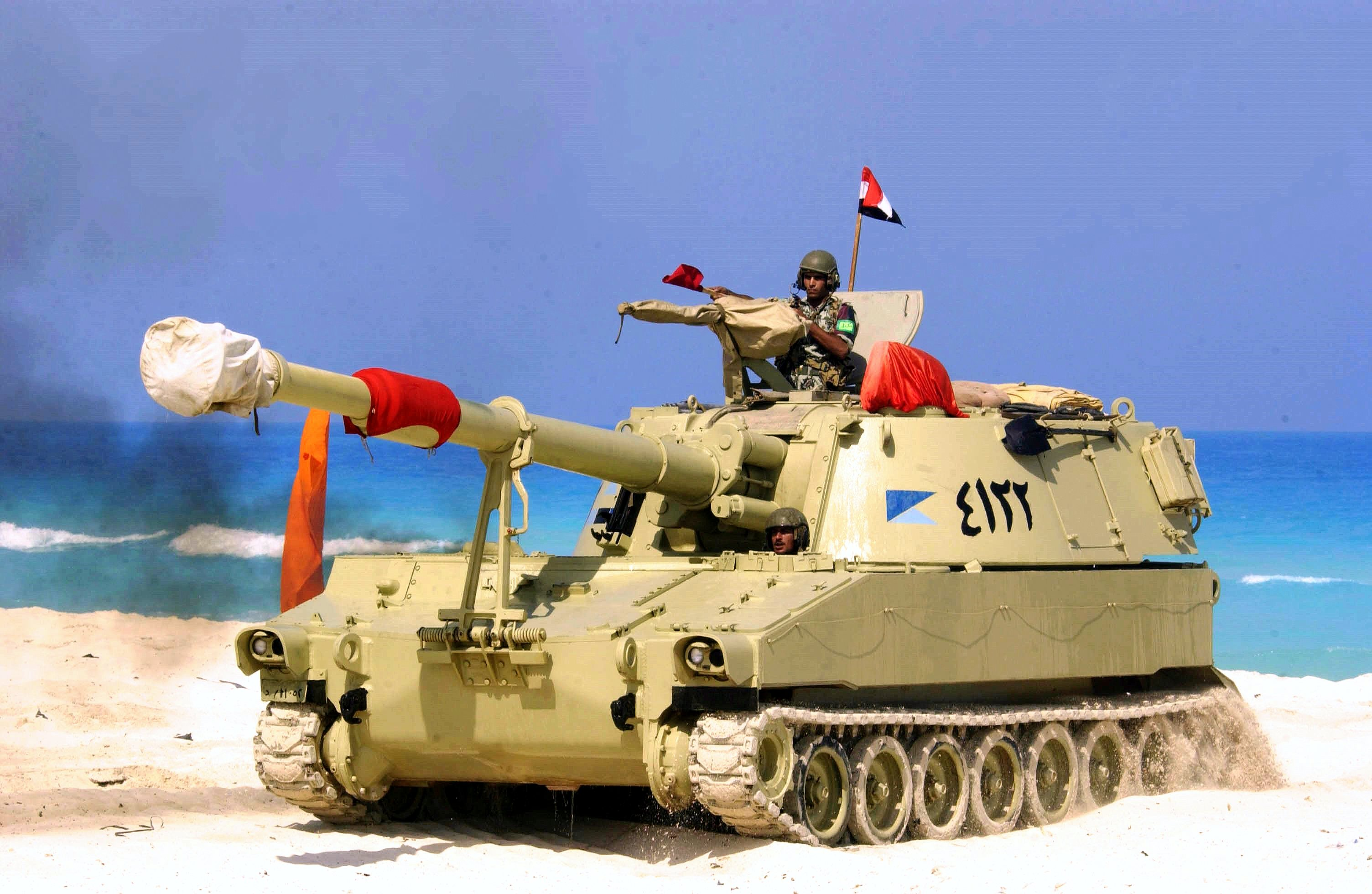
埃軍M109自走砲
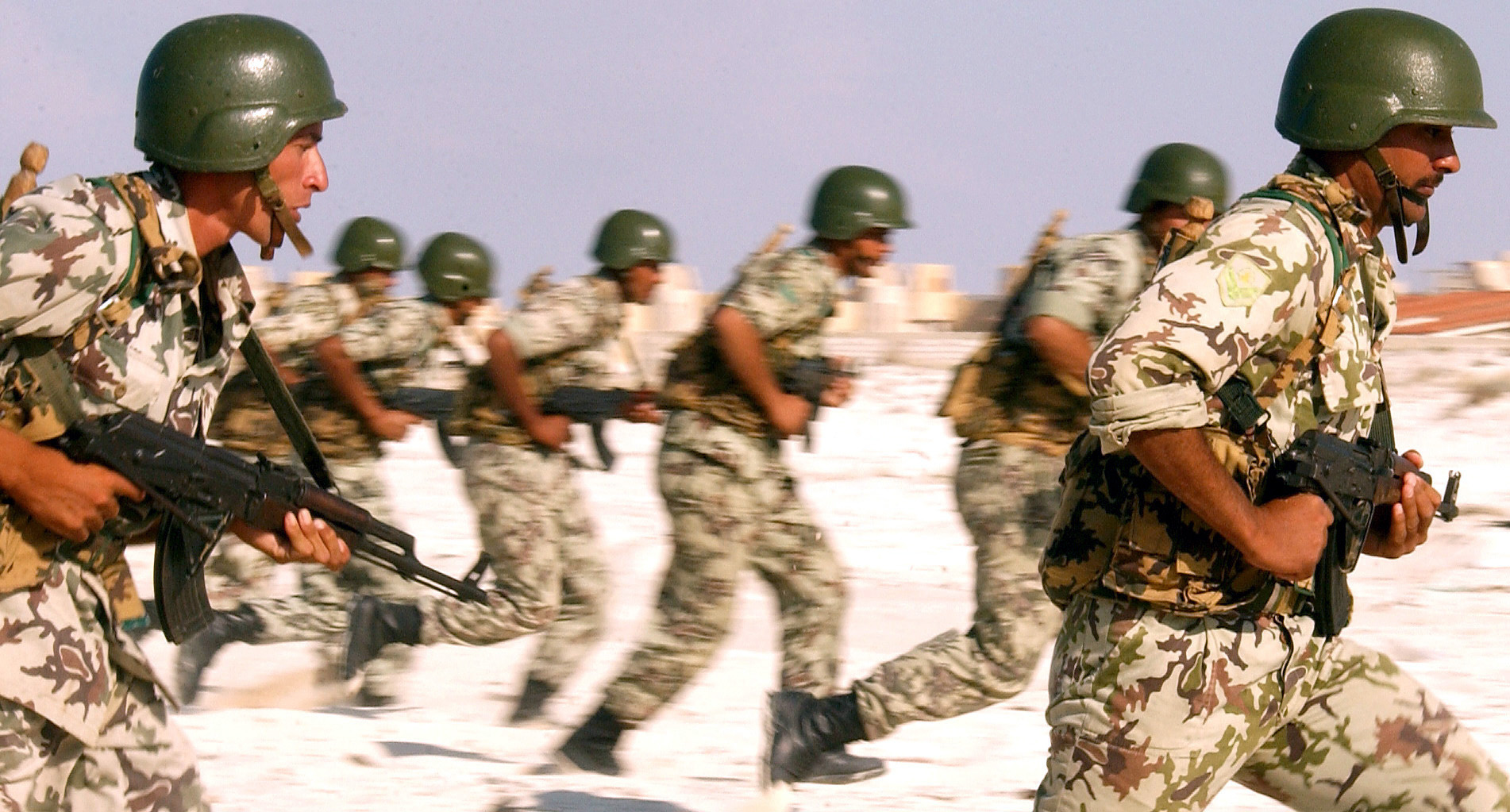
埃軍步兵
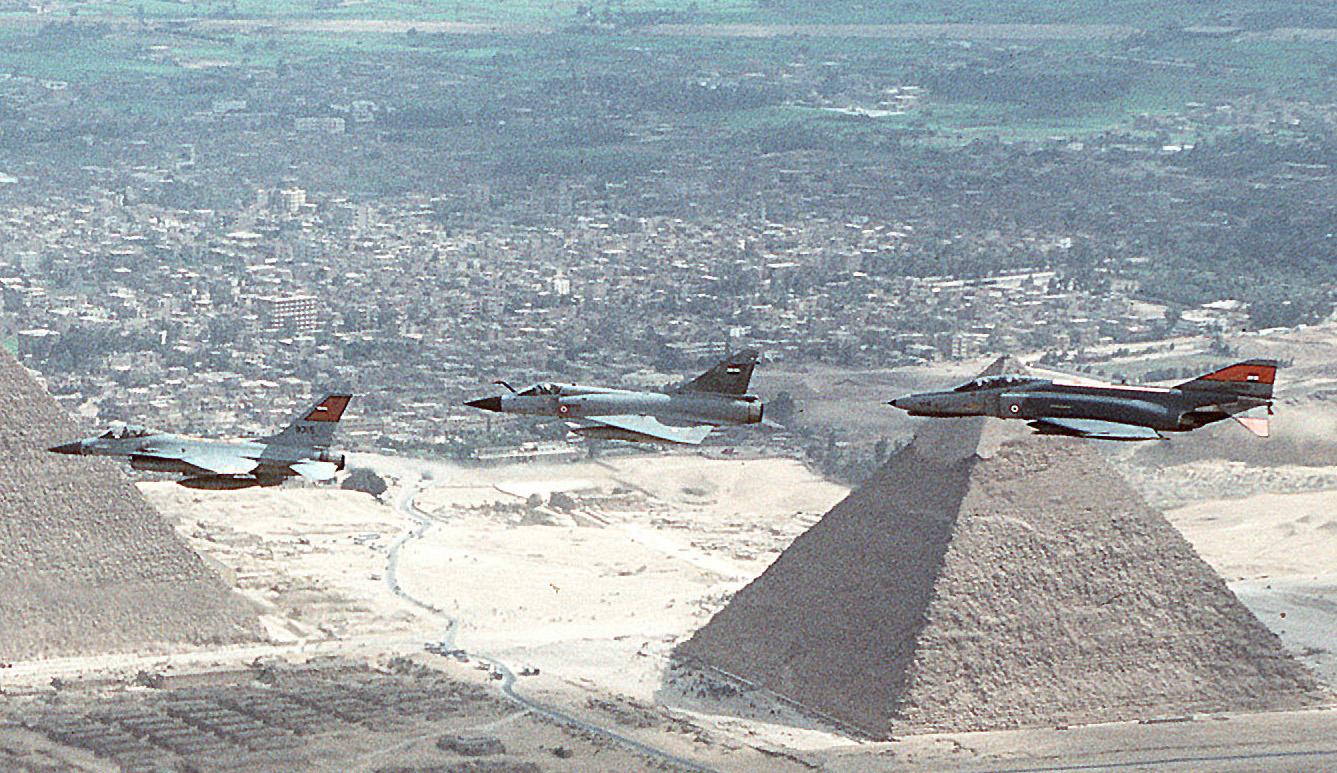
埃軍F-16战隼、幻影2000、F-4鬼怪战机

## 人口

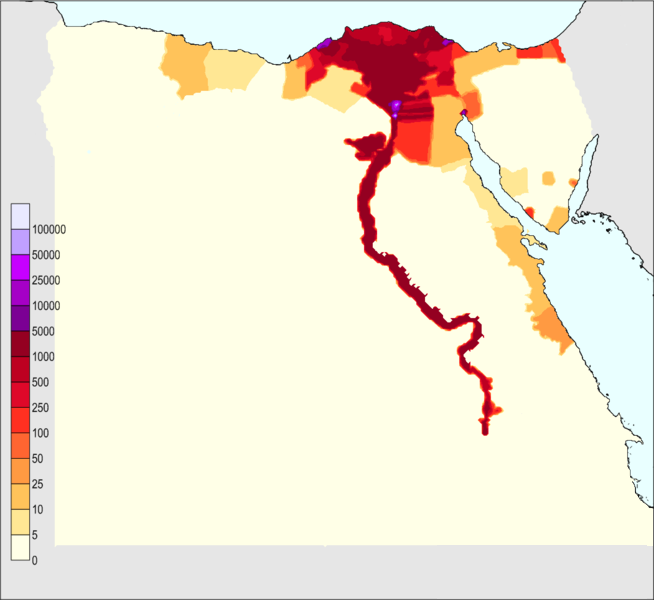
人口分佈

截止2021年10月，埃及人口有一億兩百四十四萬人。
2023年估計，埃及人口有104,635,983人。
主要人種有東方哈姆族（埃及阿拉伯人、科普特人、貝都因人、柏柏爾人）占99％，努比亞人、希臘人、亞美尼亞人、意大利人後裔和法國人後裔占1%。
埃及約有6成人口為30歲以下。穆巴拉克執政時期，埃及政府加強推動抑制人口增長的措施。穆巴拉克在2011年下台，穆斯林兄弟會其後上台執政，不再把控制人口增長視為重點工作，2012年埃及的出生率增至每千人32人，創下1991年以來的新高。

### 宗教
宗教传统在埃及具有深厚的民众基础，埃及約85-90%的人口信仰伊斯蘭教逊尼派，約10-15%的人口信仰基督教的亚历山大科普特正教会，其他基督教教派佔1%，其他基督教教派包括科普特禮天主教會、埃及福音教會 (尼羅大會)、默基特希臘禮天主教會、馬龍尼禮教會和希腊正教会等教派。亚历山大科普特正教会为東方正統教會中的一个部分，埃及科普特人多属于此教派。伊斯兰公民社会尤其是非政府组织往往在其组织名称中包含伊斯兰、穆斯林等字样，或者与伊斯兰的文化、思想、历史密切相关，如青年穆斯林协会（Young Men’s Muslim Association），清晰地表达了它要求在真主的旗帜下开展社会活动的愿望，并以清真寺为基地。

### 语言
埃及官方语言为阿拉伯语，大多数国民亦视作母语；科普特语（由古埃及语演变而来）仅在埃及的科普特人基督教堂的仪式中使用。另外，英语及法语在大城市及旅游區通用。

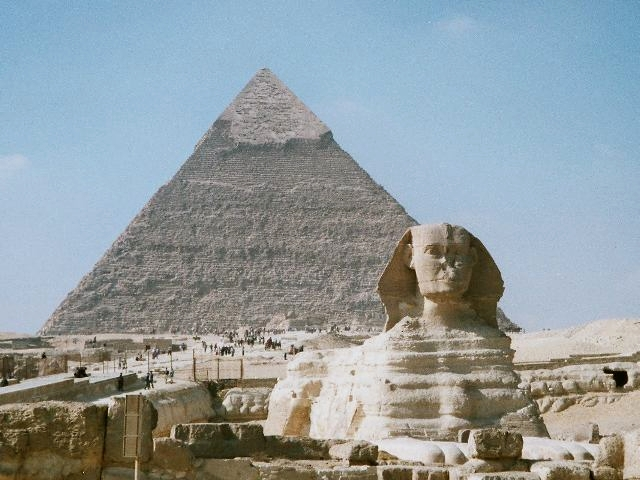
卡夫拉金字塔（第四王朝）和狮身人面像（约前2500年）

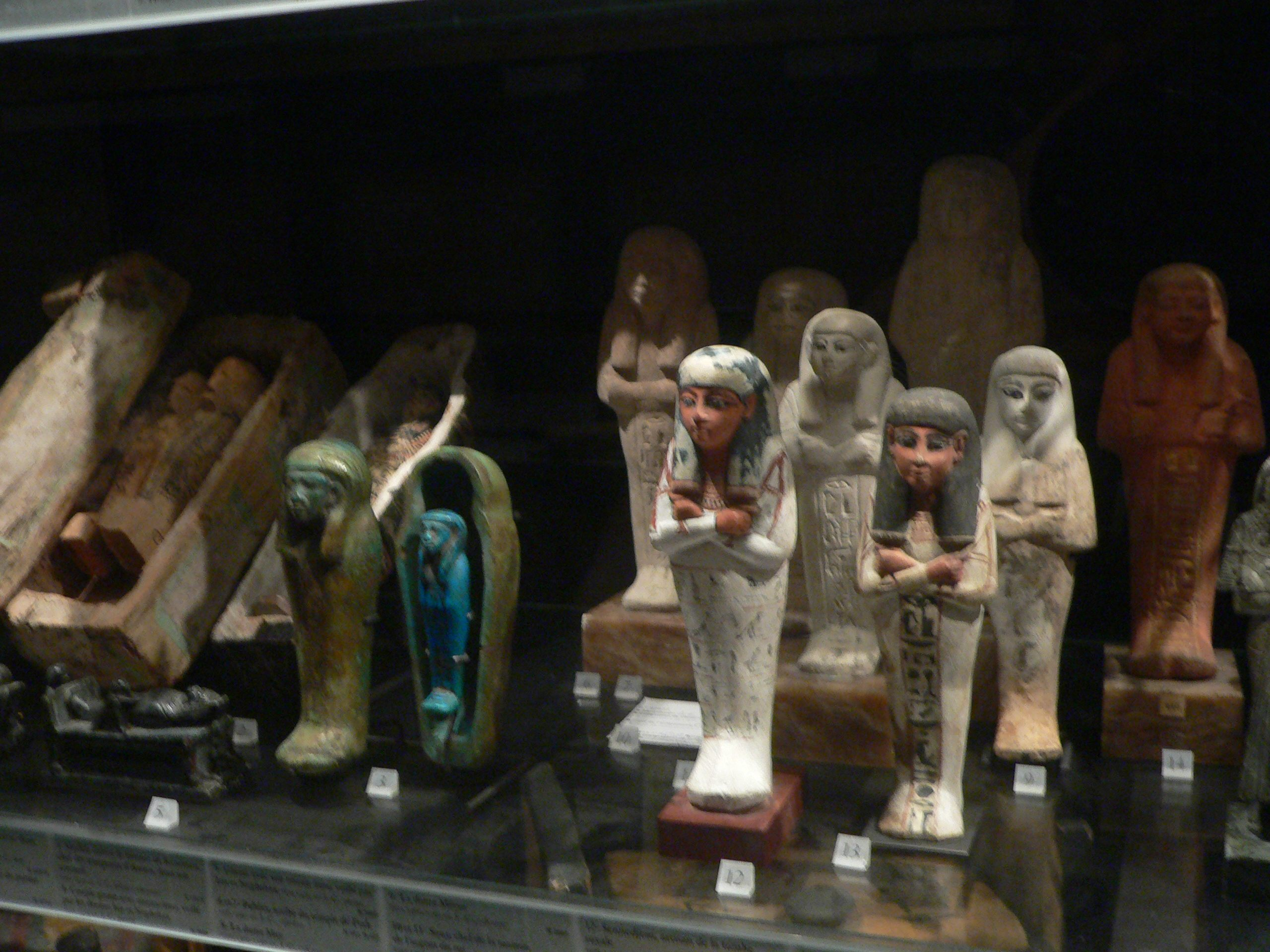
古埃及皇家陪葬品

原始的埃及語（象形文字）在公元3-4世纪完全被科普特语（希腊字母变体）取代。公元7世纪后期阿拉伯穆斯林征服埃及后，阿拉伯语开始逐渐成为通用语言，而科普特语仍被广泛使用。但科普特语在15世紀便已不再被使用於日常生活了，而后科普特语使用者全都改用阿拉伯語。

### 十大城市
根据2008年的人口数据，埃及人口最多的10个城市如下：
1. 开罗 - 7,947,121
2. 亚历山大城 - 4,247,414
3. 吉萨 - 3,258,540
4. 舒卜拉海邁 - 1,045,370
5. 塞德港 - 588,935
6. 苏伊士 - 529,055
7. 盧克索 - 469,440
8. 曼苏拉 - 465,375
9. 大邁哈萊 - 450,833
10. 坦塔 - 429,632

## 經濟

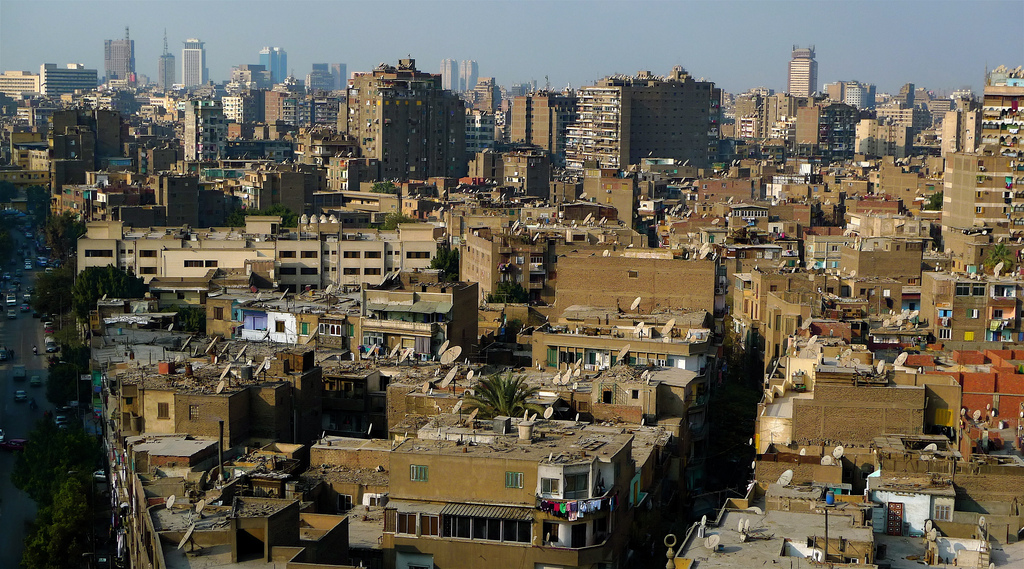
開羅都會區有超過2000萬人口

埃及經濟主要依賴於農業、石油出口、旅遊業，以及勞務出口。在2010年全国就业人囗方面，从事农业的占13.5％，工业占37.9％，服务业占48.6％。另外，有300萬埃及人工作在沙烏地阿拉伯、海灣國家和歐洲等地。埃及是世界重要的棉花產地和出口國。1970年建成的阿斯旺大壩改變了尼羅河的生態，並影響了埃及的農業。
有专家认为，人口的急剧膨胀──或恶性膨胀的人口，超出了国家能提供的资源的限制，或者说是埃及社会的基本生存总需求，使可分配社会财富没法切合，加以社会生产能力有限，是促使民众参与街头抗议的更主要、更本质的原因：1981年埃及人口只有3,500万，到2011年人口达到了8,100万（由于近1,000万人口出生后未登记，很多学者估计实际人口达9,100万），全国实际耕地5,000万亩占国土总面积不到3%。人均耕地只有0.55亩只相当于中国人均耕地1.37亩的40%，本国出产的粮食只能勉强养活一半的人口，缺口的粮食只能从国际市场上购买。埃及每年需进口小麦900万吨，为世界上最大的食品进口国之一。大量贫困人口与大量失业青年成为埃及民众不断抗议和社会动荡的基础，因此穆巴拉克政府尽管下台了，“1.25革命”的四项要求（革命“四兄弟”）——面包、自由、社会正义和人的尊严——除了自由外，其他都没有实质性进展。

### 生活
埃及国内现代化程度颇高，有大量的外国企业投资，每年平均以4.5%至6%增长，但2010-2011年度只得2.6%增长，2010年人均GDP（购买力平价）为6,539美元，但贫富悬殊问题十分严重，很多的经济活动对国民的生活改善不足，所以国民的生活仍然很差。全国有40%（2007年埃及总人口约8,290万）的国民，每月的收入只有约六十至六十五美元的水平，部分人更依赖食物补助，情况大大影响埃及經濟，亦是2011年埃及革命的导火线之一。

### 農業

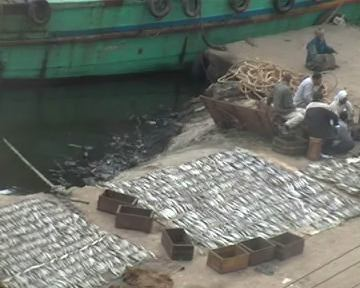
尼羅河漁業

埃及的耕地面積占總面積的2.92%，在氣溫的條件下，埃及農田可以一年兩穫。但是由於灌溉水源及地力（化學肥料少）的不足，主要施行二年三穫制。並採行輪種方式。一般的情形為前一年的十一月至翌年五月為乾季，種植耐旱的小麥、大麥，埃及品種苜蓿(Bersim)、豆類或洋蔥；六月至七月休耕，七月至十一月種植玉米，十二月至三月或使農田休耕或種苜蓿；第二年的四月至十月種植棉花為主，上埃及區亦種甘蔗者，三角洲區或種稻米。故在二十四個月中，農田僅休息4~6個月。埃及對於農田的利用，可說已甚充分。另一種的輪種方式：首年四月到十月種棉花，十一月到第二年的四月種小麥，五月到十一月種玉米，十一月到第三年的三月種苜蓿，在這種情況下，必需施用大量的化學肥料。才能維持高產量。

### 採礦業
石油為埃及礦產中相當重要的一部分。石油產地原在紅海西岸，有蓋里布(Ras Gharib)、洪加達(Hurghada)兩油田，但此區產量逐漸減少，新油田在西奈半島，有蘇爾、阿爾、貝蘭(BalaeenI)等地。西奈石油中多硫質，故須作去硫處埋，再行裂煉。
磷石主產於紅海西岸，以奎沙爾(Quseir)為中心；錳礦產於西奈半島西部；鐵砂主產在巴哈里亞(Bahariya)綠洲，為含鐵成分50%的赤鐵礦。

## 文化

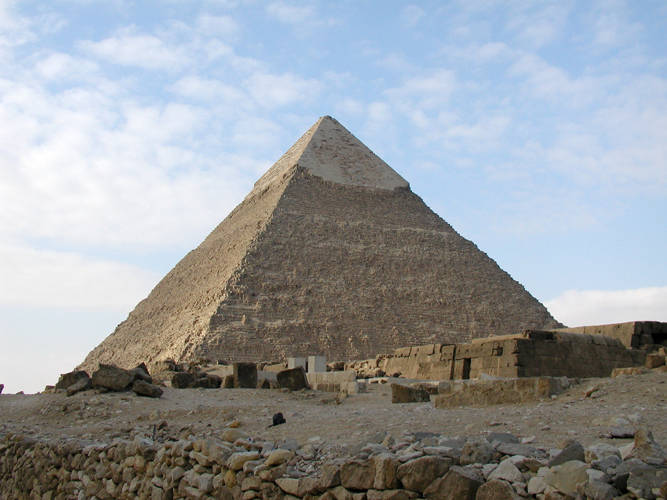
位於埃及首都開羅附近吉薩的埃及金字塔

埃及目前共有七項世界遺產，包括六項文化遺產，一項自然遺產：
- 阿布米奈（文化遺產，1979年）
- 底比斯古城及其墓地（文化遺產，1979年）
- 開羅伊斯蘭老城（文化遺產，1979年）
- 孟菲斯及其墓地——從吉薩到代赫舒爾的埃及金字塔區（文化遺產，1979年）
- 從阿布辛拜勒神廟到菲萊神殿的努比亞遺址（文化遺產，1979年）
- 聖凱瑟琳修道院（文化遺產，2002年）
- 鯨魚谷（自然遺產，2005年）

## 旅遊
埃及旅遊资源丰富，原因是拥有長久的历史，和神秘的文化，在2009年和2010年，埃及超越沙特阿拉伯成为中东地区（不含以色列）最多旅客到访的国家，旅遊业为国家带来巨額收入，成为国家经济支柱之一。

### 开罗

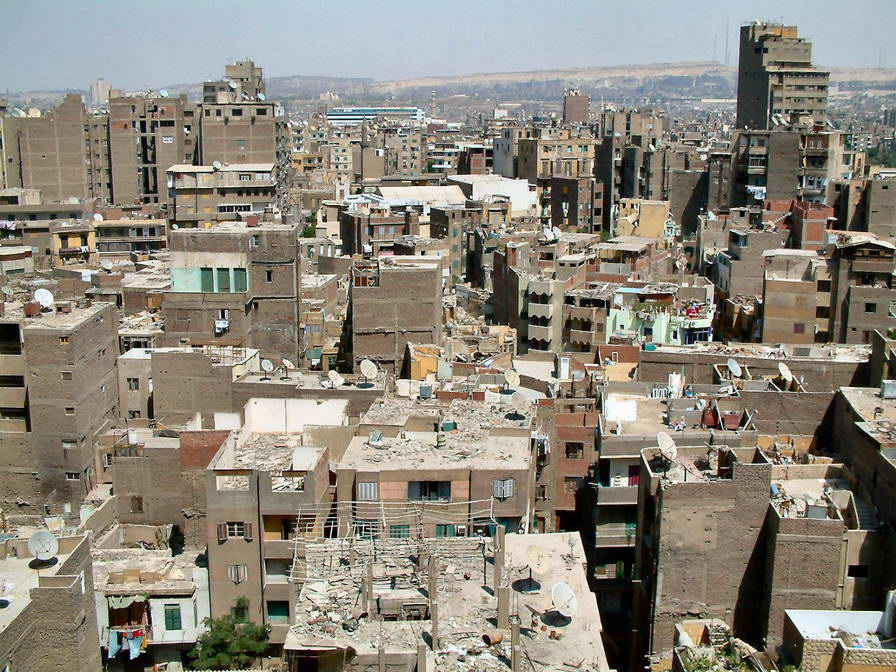
首都開羅的貧民窟

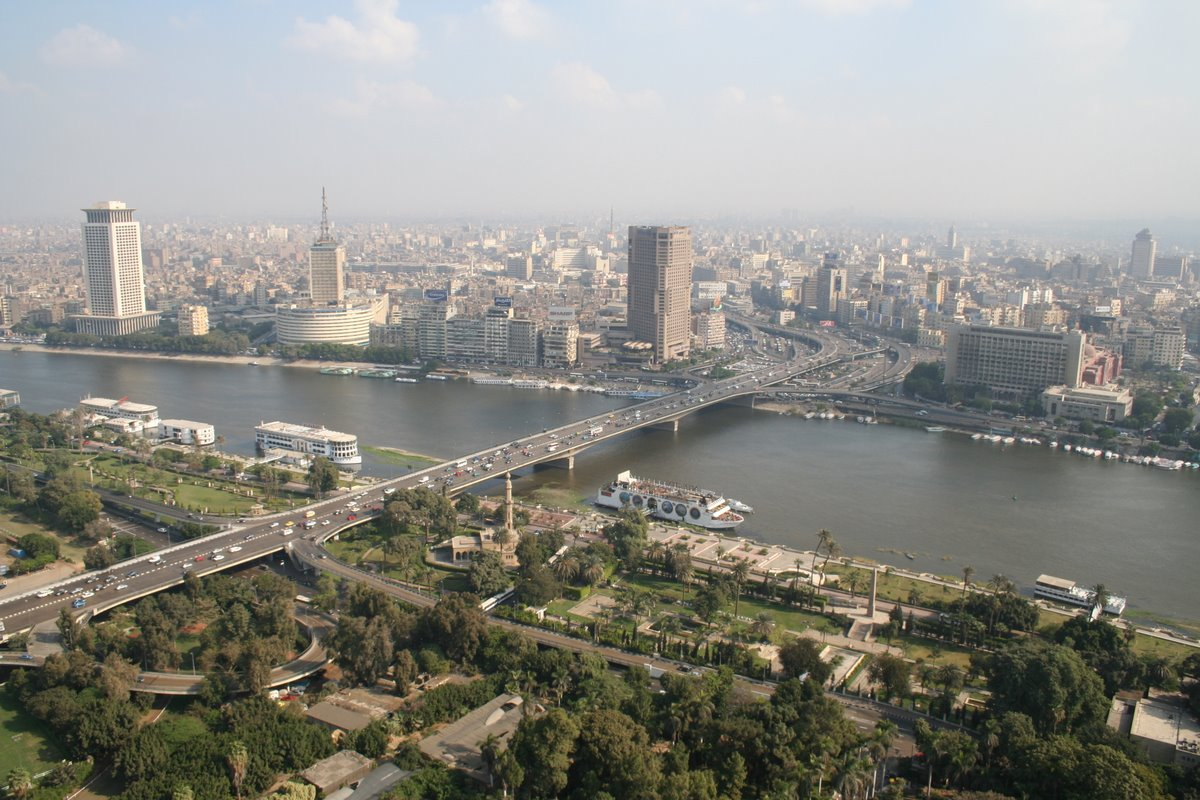
開羅市中心的尼羅河

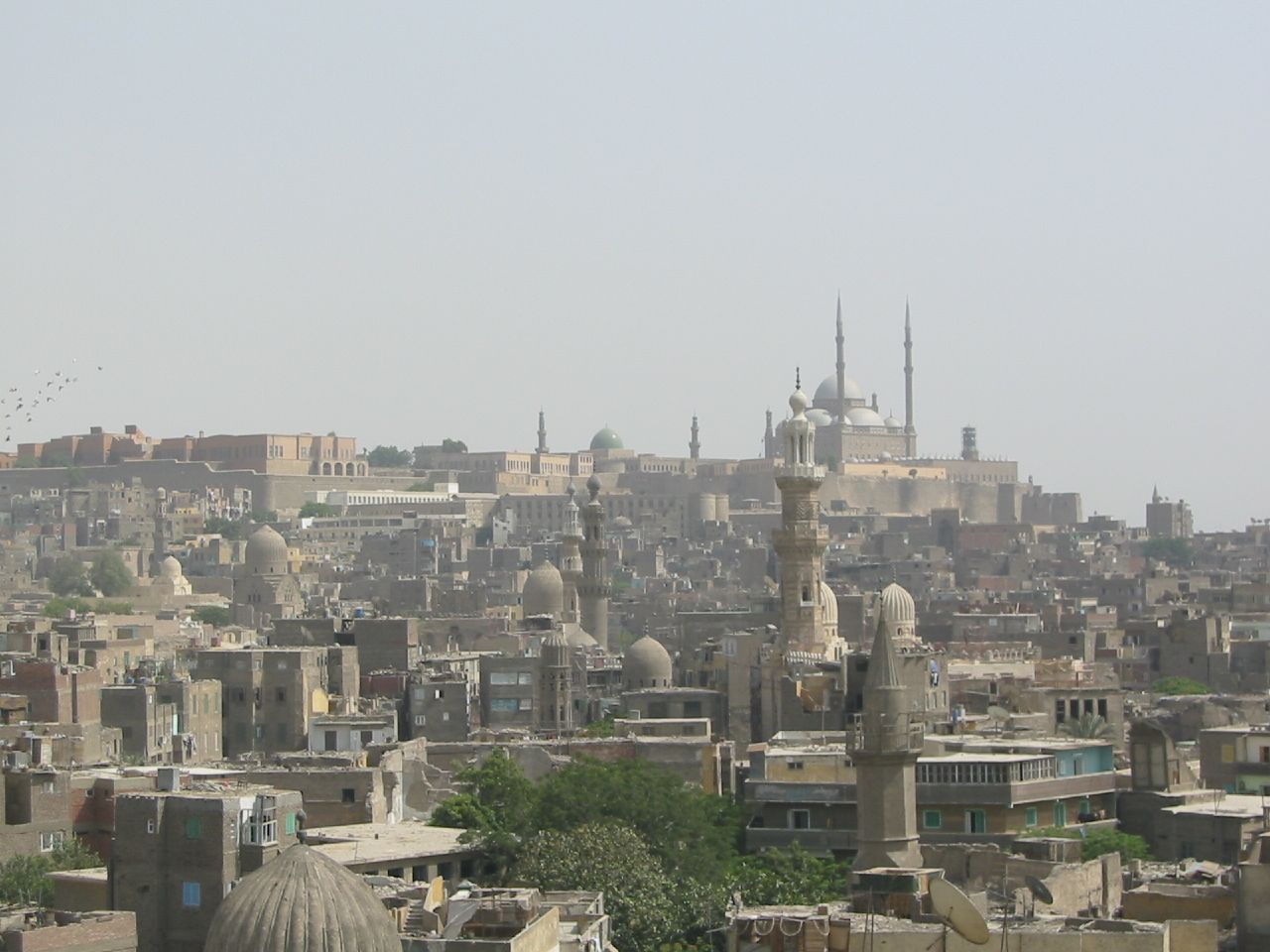
開羅大城堡區（開羅伊斯蘭區的一部分）

开羅旅游资源非常丰富。埃及博物館（又称开罗国家博物馆）是了解埃及历史的地方，馆内设50多个陈列室，馆藏文物共30万件，却只够陈列出6.3万件。埃及政府正在筹划在吉萨大金字塔地区建立大埃及博物馆，以便更好地方便游客参观浏览。
伊斯兰开罗完好保存了中世纪开罗的城市和街道，因此被选为世界文化遗产。其中，哈利利市场是非常受欢迎的旅游集市。
这里保存了各个历史时期的清真寺，最著名的有：
- 伊本图伦清真寺
- 苏丹哈桑清真寺
- 戈里清真寺
- 穆罕默德·阿里清真寺，位于萨拉丁城堡内
- 艾资哈尔清真寺

首都开罗也被称为“老开罗”，历史可以追溯到希腊罗马时期，是开罗最古老的城区。

### 亚历山大
著名的埃及艳后克丽奥佩托拉的宫殿据信就在该市旁边的海底。

### 西奈半岛
曾经的紅銅采矿地点

### 沙姆沙伊赫
沙姆沙伊赫依山傍海，是蘇伊士灣和亞喀巴灣兩條黃金海岸的交匯點，碧海、藍天、陽光、海灘，以及引人入勝的紅海珊瑚礁吸引來自世界各地的遊客前來觀光旅遊，為著名的渡假勝地。

### 古尔代盖
古尔代盖可以享受红海的阳光与海滩。从洪加達可以乘坐渡轮去往西奈半岛上的沙姆沙伊赫。

### 卢克索
南部古城卢克索的帝王谷、盧克索神廟及孟農巨像是必到胜地之一。

## 體育和運動
埃及在全非運動會上常常有傑出的表現，经常获得冠军或亚军，在非洲體壇的領導地位突出。
足球是埃及最受欢迎的运动，自非洲国家杯成立以来，埃及共夺得7次冠军，为所有非洲国家之最，最知名球星穆罕默德·萨拉赫更有法老王称号。
在所有的非洲國家及地區中，埃及國家籃球隊在世界盃籃球賽和夏季奥运上保持著最佳成績記錄。

### 体育成绩
埃及在大型国际综合运动会的成绩：
- 夏季奥运会：7金9银10铜，共26枚（非洲第4，世界前50）
- 夏季大运会：1金4银7铜，共12枚（非洲第7，世界前70）
- 世界运动会：5金8银14铜，共27枚（非洲第2，世界第33）
- 夏季青奥会：2金2银2铜，共6枚（非洲第3，世界第24）
- 世界武搏运动会：2金5铜，共7枚（非洲第1，世界第20）

## 延伸閱讀
[在维基数据编辑]
 《欽定古今圖書集成·方輿彙編·邊裔典·米昔兒部》，出自陈梦雷《古今圖書集成》
 《明史卷三百三十二》，出自《明史》

## 外部連結
权力机构
- Egypt's Government Services Portal（页面存档备份，存于）（Arabic, English）
- Egypt Information Portal（Arabic, English）
- Egypt Information and Decision Support Center（Arabic, English）
- 埃及国家信息服务中心 （页面存档备份，存于）
- Chief of State and Cabinet Members
- Egyptian Tourist Authority（页面存档备份，存于）

资料
- Country Profile（页面存档备份，存于） from the BBC News
- 《世界概况》上有关Egypt的条目
- 中的“埃及”
- OpenStreetMap上有關埃及的地理
- 維基媒體的埃及地圖集
- Egypt Maps – Perry-Castañeda Map Collection（页面存档备份，存于）
- 维基导游上有關埃及的旅行指南
- Wikitravel旅遊指南 - 埃及（页面存档备份，存于）

其它
- 以 （页面存档备份，存于）
- Leonard William King, History of Egypt, Chaldea, Syria, Babylonia, and Assyria in the Light of Recent Discovery, Project Gutenberg（页面存档备份，存于）.
- By Nile and Tigris（页面存档备份，存于）, a narrative of journeys in Egypt and Mesopotamia on behalf of the British museum between the years 1886 and 1913, by Sir E. A. Wallis Budge, 1920 （a searchable facsimile at the University of Georgia Libraries; DjVu &layered PDF（页面存档备份，存于） format）
- Napoleon on the Nile: Soldiers, Artists, and the Rediscovery of Egypt.